# Coal Miner’s Daughter
| Оценки критиков | Оценки критиков |
| Источник        | Оценка          |
| --------------- | --------------- |
| AllMusic        | [ 1 ]           |

Coal Miner’s Daughter (с англ. — «Дочь шахтера») — 16-й студийный альбом американской кантри-певицы Лоретты Линн, выпущенный 4 января 1971 года на лейбле Decca Records. Продюсером был Оуэн Брэдли.
Заглавная песня «Coal Miner’s Daughter» стала фирменной песней Линн. Альбом и название песни позже будут использованы в названии бестселлера автобиографии Линн, а также в названии оскароносного фильма 1980 года «Дочь шахтера» с Сисси Спейсек в главной роли.
В 2022 году альбом был назван одним из лучших кантри-альбомов в истории и занял 17-е место в списке The 100 Greatest Country Albums of All Time журнала «Rolling Stone».

## История
Релиз диска состоялся 4 января 1971 года на лейбле Decca Records.
Альбом получил умеренные отзывы музыкальных критиков и интернет-изданий.
В обзоре, опубликованном в номере журнала Billboard от 24 января 1971 года, говорится: "Единственная и неповторимая Лоретта Линн создала здесь ещё одну отличную подборку песен. Стиль, сохраняющий истинный колорит кантри. Типичны треки «Coal Miner’s Daughter», «Less of Me», «The Man of the House».
Журнал Cashbox опубликовал обзор в выпуске от 17 января 1971, в котором говорилось, что «Лоретта Линн долгое время была одной из самых выдающихся и самых значимых вокалисток в стиле кантри. Она также является писателем, интерпретатором чувств и эмоций. „Coal Miner’s Daughter“, её последний сингл, входящий в пятерку лучших, представляет собой правдивую историю Лоретты и её отца, шахтера из Кентукки. Послушав этот фрагмент несколько раз, вы можете начать ценить искренность Лоретты. Также в сет включены „Hello Darlin“, „Snowbird“, „For the Good Times“, „What Makes Me Tick“ и шесть других трогательных песен».
В обзоре Record World говорится: «Симпатичная обложка, красивое пение, красивая девушка! Здесь замечательные треки такие как „Less of Me“, „Anyone, Any Worse, Any Where“, „For the Good Times“, „Man of the House“. „Another Man Loved Me Last Night“ готов ко всему, кроме трансляции в эфире, и ей следовало сначала найти „Snowbird“. В целом, это хороший диск, но миру нужен альбом, полностью написанный Лореттой».

## Список композиций
| №  | Название                        | Автор(ы)                    | Дата записи     | Длительность |
| -- | ------------------------------- | --------------------------- | --------------- | ------------ |
| 1. | «Coal Miner's Daughter»         | Лоретта Линн                | 1 октября 1969  | 3:00         |
| 2. | «Hello Darlin'»                 | Conway Twitty               | 14 июля 1970    | 2:22         |
| 3. | «Less of Me»                    | Glen Campbell               | 15 июля 1970    | 2:11         |
| 4. | «Any One, Any Worse, Any Where» | Lorene Allen Lynn           | 23 декабря 1969 | 2:44         |
| 5. | «For the Good Times»            | Kris Kristofferson          | 19 августа 1970 | 3:15         |
| 6. | «The Man of the House»          | Larry Brinkley Lee McAlphin | 14 июля 1970    | 2:47         |

| №  | Название                          | Автор(ы)              | Дата записи     | Длительность |
| -- | --------------------------------- | --------------------- | --------------- | ------------ |
| 1. | «What Makes Me Tick»              | Lynn                  | 22 декабря 1969 | 2:00         |
| 2. | «Another Man Loved Me Last Night» | Allen Peggy Sue Wells | 23 декабря 1969 | 2:32         |
| 3. | «It'll Be Open Season on You»     | Charlie Aldridge      | 28 мая 1969     | 2:39         |
| 4. | «Too Far»                         | Marty Robbins         | 9 апреля 1970   | 3:10         |
| 5. | «Snowbird»                        | Gene MacLellan        | 19 августа 1970 | 2:22         |

## Позиции в чартах

### Альбом
| Чарт (1971)                      | Высшая позиция |
| -------------------------------- | -------------- |
| США Hot Country LP’s (Billboard) | 4              |
| США Top LP’s (Billboard)         | 81             |

### Синглы
| Название                | Год  | Высшая позиция | Высшая позиция | Высшая позиция |
| Название                | Год  | US Country     | US             | CAN Country    |
| ----------------------- | ---- | -------------- | -------------- | -------------- |
| «Coal Miner’s Daughter» | 1970 | 1              | 83             | 1              |

## Сертификации
| Регион                                                      | Сертификация | Продажи  |
| ----------------------------------------------------------- | ------------ | -------- |
| США (RIAA)                                                  | Золотой      | 500 000^ |
| ^ Данные о тиражах приведены только на основе сертификации. |              |          |